# Bruno Bruni (pittore 1935)
Bruno Bruni (Gradara, 23 novembre 1935) è un pittore italiano.
Bruno Bruni si fece un nome come disegnatore, litografo, pittore e scultore nel mondo artistico internazionale già negli anni settanta.
Nel 1977 ebbe il riconoscimento del Premio Internazionale Senefelder per la litografia. Egli è uno dei più noti artisti moderni italiani in Germania.

## Biografia
Bruni proviene da una onesta famiglia di modeste condizioni. Il padre fu un sostenitore del movimento operaio e la battaglia contro il fascismo verso la fine della Seconda guerra mondiale appartiene alle esperienze che determinarono il suo orientamento politico. Fu allievo di Pier Paolo Pasolini all'Academiuta di lenga furlana a San Giovanni (Casarsa della Delizia).
Dal 1953 al 1959 Bruni frequentò l'Istituto d'Arte in Pesaro. Dopo alcune esposizioni nella stessa Pesaro ed a Firenze Bruni si trasferì a Londra, ove si interessò alla Pop-Art.
Dopo una mostra dei suoi lavori nella Whibley Gallery di Londra, Bruni si trasferì ad Amburgo nel 1960 presso la Staatliche Hochschule für bildende Künste (Scuola Superiore di Stato per le Arti Figurative).
Qui Georg Gresko gli mise a disposizione uno Studio, una tappa decisiva nella sua biografia.
Gresko aiutò Bruni a coniugare la tradizione artistica italiana con il surrealismo e l'espressionismo astratto.
Dopo la morte di Gresko (1962), Bruni studiò presso Paul Wunderlich, che gli trasmise la tecnica della litografia policroma. Nel 1965 Bruni lasciò la Scuola Superiore di Amburgo e da allora vive fra Amburgo e Urbino.
Nelle opere scultoree di Bruno Bruni, ci sono spesso soggetti femminili realizzati in marmo di Carrara o in bronzo, si percepisce un legame forte con le correnti artistiche del passato, italiane e del Nord Europa. Soprattutto al Rinascimento, al manierismo e al barocco, ma ritorna alle problematiche tipiche dell'uomo moderno.
La solitudine, infatti, è un tema molto ricorrente nelle sue opere, che ritraggono addii, attese, incontri mai avvenuti, abbracci calorosi tra corpi privi di volto, tra abiti privi di corpi. Le frequenti raffigurazioni di lenzuola sgualcite su letti sfatti che emanano ancora il calore di corpi assenti sprigionano un inquietante senso di vuoto. Mentre le immagini di fiori ricurvi su sé stessi, appassiti, di foglie autunnali ormai secche cantano una bellezza perduta.
Bruno Bruni ama ritornare su alcuni soggetti prediletti intorno ai quali costruisce intere serie di opere che trovano posto in molti musei di arte moderna e in collezioni private di tutto il mondo.

## Opere scelte

### Grafica
- Manfred (1961, incisione)
- Der gelbe Stern (1961, La stella gialla, disegno a penna)
- Kleines Veilchen (1961, Piccola violetta, matita e pittura a guazzo)
- Con bicchiere (1963,  matita su carta grigia)
- stop (1963, pittura a guazzo)
- Donna-fiore (1965, litografia monocroma)
- Knospe I (1966, litografia monocroma)
- Metamorphosis (1970, litografia in quadricromia)
- Onda (1973, litografia in tricromia)
- Amanti (1978, litografia in eptacromia)
- Figure e fiori (1980, serie di 5 litografie)
- Nicht sehen, nicht reden, nicht hören (1979, Non vedere, non parlare, non sentire, litografia in pentacromia)

### Scultura
- Der Kuss (Il bacio, bronzo patinato)
- La sorella (bronzo patinato e lucidato)
- Europa mit dem Stier (2001, Europa con il toro, marmo di Carrara)
- Il Ritorno (bronzo lucidato)